# Dipturus teevani
Dipturus teevani és una espècie de peix de la família dels raids i de l'ordre dels raïformes.

## Morfologia
- Els mascles poden assolir 84 cm de longitud total.[1][2]

## Reproducció
És ovípar i els ous tenen com unes banyes a la closca.

## Hàbitat
És un peix marí i d'aigües profundes que viu entre 320–940 m de fondària.

## Distribució geogràfica
Es troba a l'oceà Atlàntic occidental: el Brasil, Colòmbia, Surinam i els Estats Units.

## Observacions
És inofensiu per als humans.